# Aberto de Florianópolis 2009
L'Aberto de Florianópolis 2009, noto anche come Cyclus Open de Tenis per motivi di sponsorizzazione, è stato un torneo professionistico di tennis maschile giocato sulla terra rossa, che faceva parte dell'ATP Challenger Tour 2009. Si è giocato ad Florianópolis in Brasile dal 19 al 25 ottobre 2009.

## Partecipanti

### Teste di serie
| Nazionalità | Giocatore             | Ranking* | Testa di serie |
| ----------- | --------------------- | -------- | -------------- |
| Brasile     | Marcos Daniel         | 84       | 1              |
| Spagna      | Daniel Gimeno Traver  | 91       | 2              |
| Slovenia    | Blaž Kavčič           | 145      | 3              |
| Brasile     | Thiago Alves          | 149      | 4              |
| Spagna      | Pere Riba             | 150      | 5              |
| Argentina   | Diego Junqueira       | 181      | 6              |
| Argentina   | Juan Martín Aranguren | 189      | 7              |
| Argentina   | Gastón Gaudio         | 201      | 8              |

- Ranking al 12 ottobre 2009.

### Altri partecipanti
Giocatori che hanno ricevuto una wild card:
- Thiago Alves
- Guilherme Clezar
- Gastón Gaudio
- Valter Mori Filho

Giocatori passati dalle qualificazioni:
- Andre Begemann
- André Miele
- Andrés Molteni
- Franko Škugor

## Campioni

### Singolare
Guillaume Rufin ha battuto in finale  Pere Riba con il punteggio di 6–4, 3–6, 6–3

### Doppio
Tomasz Bednarek /  Mateusz Kowalczyk hanno battuto in finale  Daniel Gimeno Traver /  Pere Riba con il punteggio di 6–4, 3–6, 6–3